# Čierny Potok
Čierny Potok este o comună slovacă, aflată în districtul Rimavská Sobota din regiunea Banská Bystrica. Localitatea se află la altitudinea de 215 m deasupra n.m., se întinde pe o suprafață de 5,91 km2 și în 2017 număra 141 de locuitori.

## Demografie
| An:                | 1994 | 2004   | 2014   | 2024    |
| ------------------ | ---- | ------ | ------ | ------- |
| Număr de persoane: | 166  | 156    | 153    | 119     |
| Diferență:         |      | −6,02% | −1,92% | −22,22% |

| An:                | 2023 | 2024   |
| ------------------ | ---- | ------ |
| Număr de persoane: | 126  | 119    |
| Diferență:         |      | −5,55% |